# Vaslui
Vaslui este municipiul de reședință al județului cu același nume, Moldova, România, format din localitățile componente Bahnari, Brodoc, Moara Grecilor, Rediu, Vaslui (reședința) și Viișoara. Se află în estul României,  aproape de frontiera cu Republica Moldova. Este atestat documentar în anul 1375.

## Istorie
Se pretinde că orașul Vaslui ar fi fost înființat de bizantini, în memoria trecerii lor în Dacia Orientală și îi dădură numele de Basilica, după numele împăratului Basile Bulgaroctonul (descrierea lui Macarie, în călătoria sa de la Alep la Moscova).
Academicianul Victor Spinei a arătat că numele orașului ar proveni de la migratorii pecenegi sau cumani (secolele X-XII)  La Vaslui s-a constituit în secolul al XV-lea, prima școală de artă post-bizantină, care a interpretat datele iconografice bizantine în pictură, broderie, miniatură. Biserica „Sf. Ioan Botezătorul“, ctitorie a lui Ștefan cel Mare, a fost realizată în stil moldovenesc, o îmbinare între stilul gotic și cel bizantin, între elementele arhitectonice occidentale și cele de iconografie ortodoxă.
Un hrisov de la 1491 ilustrează prețuirea de care s-a bucurat Vasluiul în timpul domniei sale, numit de el „târgul nostru”, când domnitorul dăruiește Vasluiului 17 sate. În pământ au fost sădiți atunci zece stejari și un frasin, în trunchiurile cărora, mai târziu, meșteri pricepuți au încrustat însemnul Moldovei - capul de bour.
Vasluiul este atestat documentar din anul 1375, dar dovezile arheologice demonstrează continuitatea locuirii încă din paleoliticul superior (30.000-8.000 î.e.n). 
Faptul că vatra târgului era amplasată pe terasele Dealului Morii constituia o adevărată barieră naturală în fața atacurilor din afară și, tocmai de aceea, Vasluiul capătă și conotația de reședință domnească - mai ales în timpul de după moartea lui Alexandru cel Bun. 
De asemenea, poziția favorabilă a orașului - situat fiind la confluența râurilor Bârlad, Vasluieț și Racova - a constituit cadrul propice de dezvoltare urbană a acestui târg. În atare condiții, în 1435, în timpul lui Ștefan al II-lea Vaslui devine reședință domnească și centru administrativ al Moldovei Meridionale, fapt pentru care se construiește aici o curte domnească. Loc de popas și adăpost pe drumul comercial dintre Halici și Dunăre, care făcea legătura dintre cetățile de pe țărmul Mării Negre și cele de la Marea Baltică, unul dintre cele mai vechi târguri din Moldova, dar și una din așezările medievale de seamă ale Moldovei, alături de Suceava, Roman sau Siret.
Târgul Vasluiului își afirmă importanța atât pe tărâmul comercial, cât și pe cel politic și strategic. Începând cu secolul al XIV-lea această așezare face parte din categoria târgurilor cu o populație care a variat foarte mult de-a lungul secolelor. Astfel, în secolul al XV-lea târgul de pe Vaslui a ajuns de prim rang, cu o populație ce se apropia de cea a Iașului. Importanța sa crește considerabil din anul 1490, când Ștefan cel Mare îi acordă mari privilegii, aici reconstruiește Curtea Domnească și construiește în amintirea bătăliei de la Podul Înalt o frumoasă biserică. 
După moartea marelui voievod, orașul Vaslui intră într-un declin. Curtea Domnească se ruinează, populația luptă pentru păstrarea privilegiilor. Târgul Vasluiului rămâne o așezare liniștită, peste care au trecut hoardele tătare și turcii, distrusă și apoi renăscută, însă nu la faima de odinioară de care amintesc documentele.
Vasile Alecsandri îl face cunoscut în literatura românească prin poezia Peneș Curcanul.

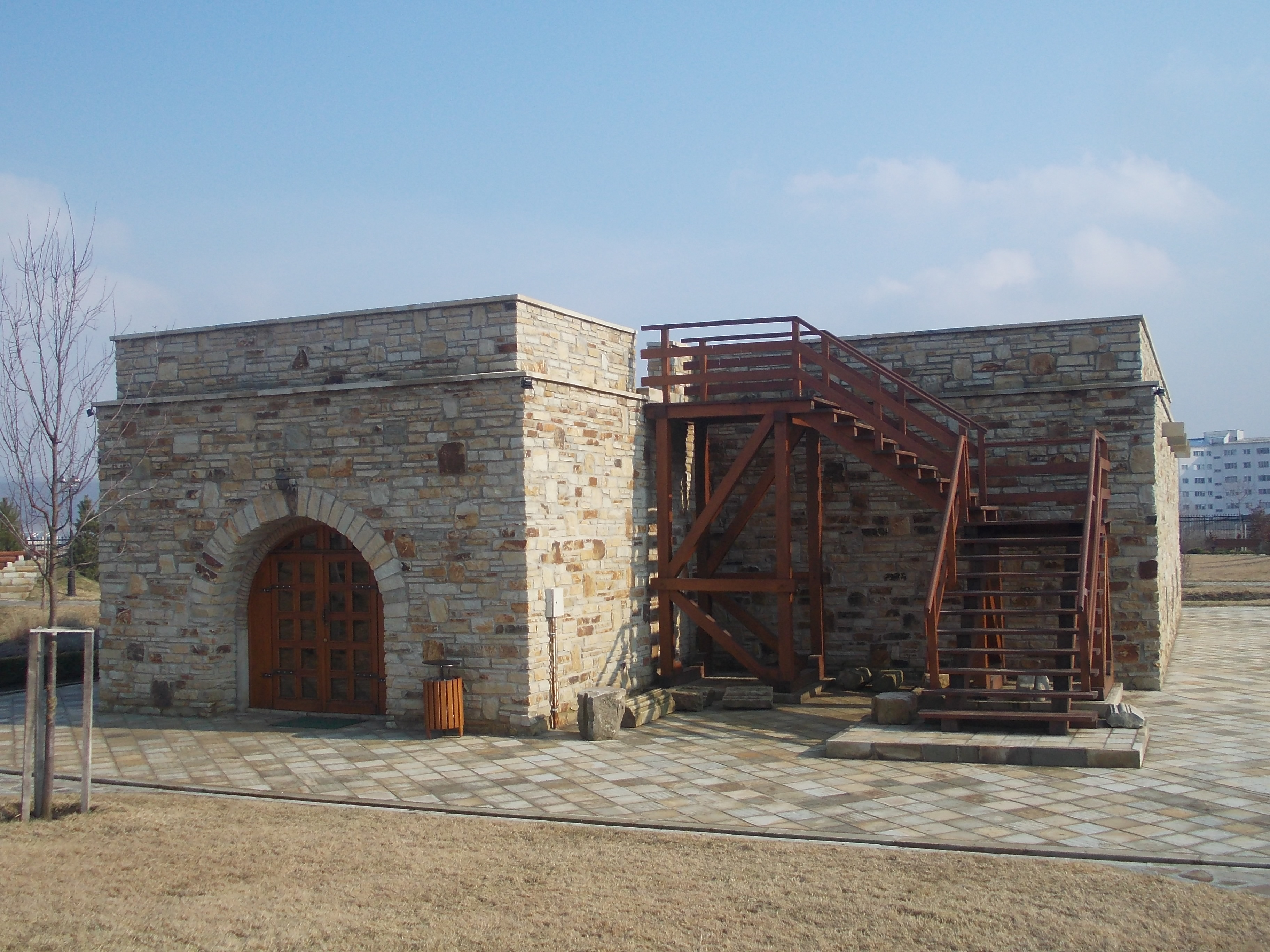
Parte a complexului Curții Domnești

Îndeletnicirile care le-au adus faimă pe vremuri vasluienilor au fost albinăritul și pescuitul. În 1939 a apărut un început de industrie, prin construirea unei topitorii de cânepă. Dezvoltarea Vasluiului ia amploare cu adevărat în anul 1968, când în România s-a realizat ultima organizarea administrativ–teritorială, revenindu-se la împărțirea României pe județe. De atunci orașul devine capitala județului Vaslui, iar din anul 1979 devine municipiu cu o arhitectură modernă.
În perioada 1965-1985 s-a efectuat o industrializare în regiune, în scopul redresării situației economice, prin construirea de capacități de producție, fapt ce a determinat calificarea forței de muncă și formarea unui număr mare de specialiști în orașul Vaslui (industria constructoare de mașini - ventilatoare și instalații de ventilație (Mecanica s.a.), industria chimică - fire poliesterice (Moldosin s.a.), industria materialelor de construcții - ind. lemnului (Mobila s.a.), ind. textilă și a confecțiilor, ind. alimentară). Ulterior privatizării, astăzi aceste societăți nu mai funcționează. După anul 1989, sectorul cel mai dinamic devine comerțul, care s-a adaptat cel mai rapid economiei de piață.

## Geografia

### Așezarea

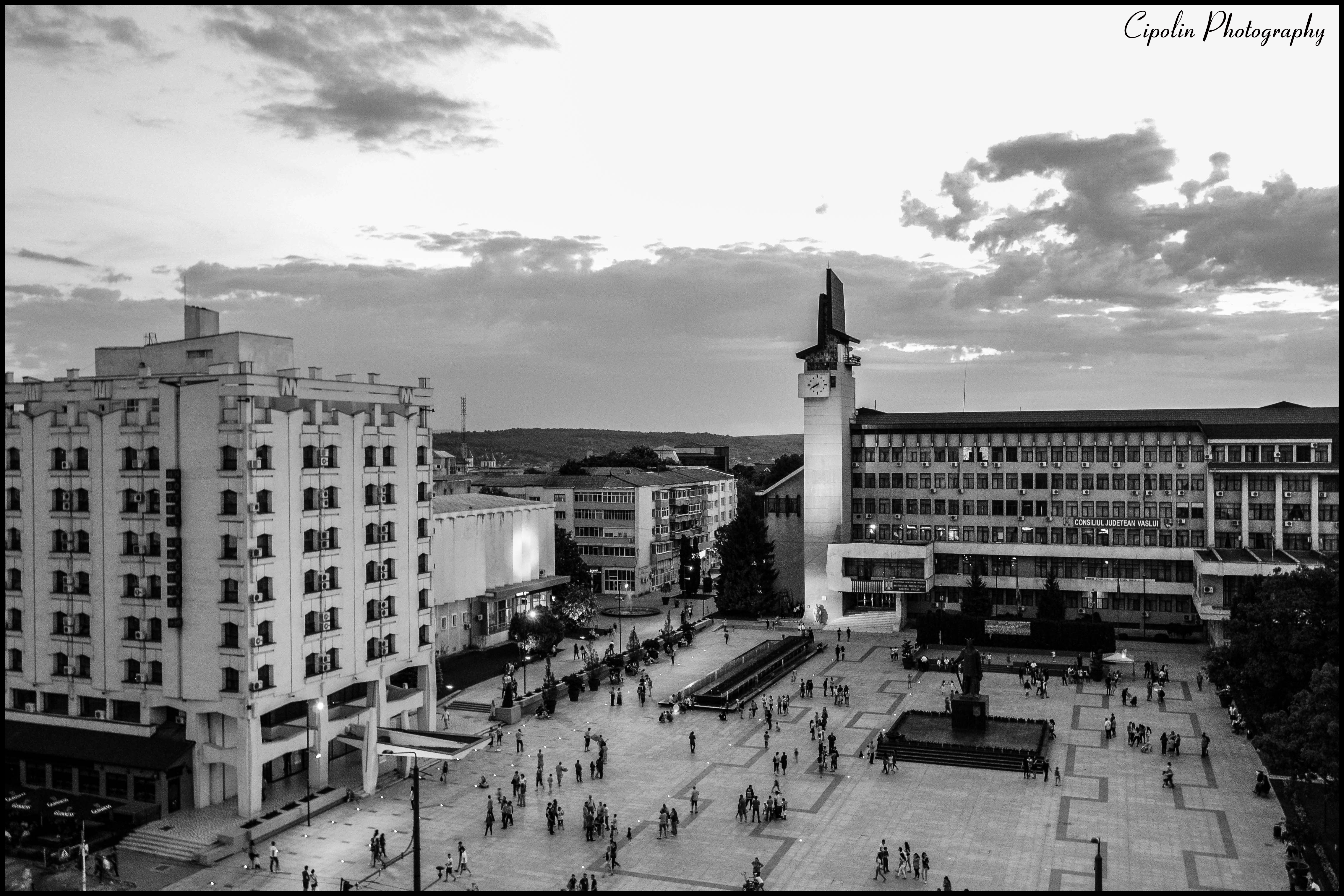
Centrul Civic Vaslui

Este așezat în partea de est a României, făcând parte din Regiunea de Dezvoltare Nord-Est. Coordonatele orașului sunt: 46°38′18″ latitudine nordică și 27°43′45″ longitudine estică. Municipiul Vaslui se limitează cu comunele: 
- Zăpodeni la nord;
- Bălteni la nord-vest;
- Pușcași la vest;
- Lipovăț la sud-vest;
- Muntenii de Jos la sud;
- Tanacu la est;
- Muntenii de Sus la nord.

Orașe apropiate
- (Bacău) - 86 km;
- (Bârlad) - 55 km;
- (Huși) - 47 km;
- (Iași) - 74 km (via DN24)(N);
- (Negrești) - 34 km;
- (Roman) - 83 km.

### Relieful
Vaslui este situat pe valea Bârladului, în aria de confluență a râurilor Vasluieț și Racova, în zona de contact dintre Colinele Tutovei și Podișul Central Moldovenesc. Este reprezentat prin terase de 10 – 20 m propice pentru construcții, mărginite de valea mlăștinoasă de la confluența râurilor Bârlad, Vaslui și Racova care au construit o adevărată barieră naturală în fața unor atacuri din afară. 
Se poate afirma că factorii care au determinat apariția orașului în acest loc sunt deopotrivă cei naturali și social-istorici.
Relieful este format din interfluvii cu altitudinea de 350 – 400 m, cu aspect de platou, dealurile Morii, Chițoc, Brodoc și Bahnari, fiind despărțite de văi largi, însoțite de terase bine dezvoltate și de versanți cu intense procese geomorfologice, în special alunecări. Terasele formate de-a lungul principalelor ape cuprind trei forme: superioară (70 – 80 m), medie (40 m) și inferioară (10 – 20 m).
Albiile Bârladului, Vasluiului și Racovei sunt puternic colmatate, înconjoară orașul despărțindu-l de localitățile suburbane: Brodoc, Rediu, Bahnari și Viișoara.

### Hidrografia
Rețeaua hidrografică a municipiului Vaslui este drenat de râul Vaslui, Bârlad si Delea, cărora li se adaugă o rețea hidrografică autohtonă (afluenții acestora).
- Acumularea Solești - dispusă în lunca râului Vasluieț, în amonte de municipiul Vaslui, cu o suprafață de 414 ha și un volum total de 46,89 milioane mc
- Acumularea Pușcași - dispusă în lunca râului Racova, în partea de vest a municipiului Vaslui, S - 296 ha și un V. total de 17,49 milioane mc;
- Acumularea Delea - amplasată pe râul Delea, la 2 km nord de municipiul Vaslui, ocupă o suprafață de 13 ha și are un volum total de 2,42 milioane mc;

Aceste acumulări sunt în administrarea Sistemului de Gospodărire a Apelor. Teritoriul administrativ al municipiului acoperă o suprafața de 6844,25 ha din care suprafața agricolă de 4963,04 ha.
Rețeaua este reprezentată prin apele subterane care sunt repartizate neuniform și au debite mici și de suprafață (pânza de apă freatică este la 10 – 15 m).
În timpul verii și iernii apele râurilor scad, dar deficitul de apă pentru oraș este acoperit de lacurile de acumulare din punctele Pușcași și Solești, respectiv prin pompare din râul Prut.
Lacurile pot fi naturale și antropice.
Lacurile antropice provin din bararea văilor,numite iazuri.Funcționează circa 44 iazuri la care se adaugă câteva heleșteie și pepiniere piscicole.

### Clima
Clima orașului se încadrează în trăsăturile climei la care se adaugă câteva heleșteie și pepiniere piscicol e.temperat – continentale cu regiuni de antestepă. Regimul termic măsurat pe o perioadă de o sută de ani (1896 - 1996), pune în evidență următoarele:
- temperatura medie anuală de 9,4 °C, apropiindu-se de media pe țară care este de 10,5 °C;
- trecerea de la anotimpul rece la cel cald și invers se face brusc;
- există mari diferențe de temperatură între luna martie și luna mai (12,5 °C - 13,2 °C);
- numărul mare de zile cu îngheț (120), și cel cu temperaturi peste 30° (70);
- în ultimii ani temperaturile minime și maxime depășesc chiar ± 35 °C.

Regimul eolian pune în evidență dominarea curenților din N-NV și S-SE. Aceasta are o influență directă asupra regimului precipitațiilor care sunt sărace în perioada lunilor noiembrie – martie, când vânturile de E și NE au o frecvență mai mare și mai bogată în celelalte luni ale anului când frecvența vânturilor dinspre N și chiar SV crește. Cantitățile mari de precipitații cad în perioada caldă a anului, cu maxime înregistrate în lunile mai și iunie (media multianuală fiind de 80,7 mm). Stratul de zăpadă are o grosime ce variază între 12,2 și 33,6 cm.

### Vegetația și fauna
Flora și fauna sunt specifice zonei de silvostepă, în zona joasă de depresiune, în timp ce în zonele mai înalte se evidențiază etajul pădurilor temperate de foioase. Caracteristică este prezența pădurilor, în care se întâlnesc frecvent gorunul (Quercus petraea), stejarul pedunculat (Quercus robur), carpenul (Carpinus betulus) teiul, ulmul, etc. Pădurile ocupă o suprafață redusă (de aproximativ 8000 ha.) în vecinătatea municipiului Vaslui. Sunt grupate în două masive principale: unul la Chițoc – Lipovăț – Oprișița (cca. 6000 ha.) și al doilea la Bălteni – Mărășeni (cca. 600 ha.). În trecut pădurile ocupau o suprafață mai mare care s-a redus continuu în decursul anilor. Documentele rămase de la domnitorul Ștefan cel Mare pomenesc de „Codrii Vasluiului” și „Codrii Racovei” care cu timpul, au fost desființați. Dintre arboreturile întâlnite în pădurile existente menționăm: fagul (Fagus silvatica), stejarul pedunculat (Quercus robur),gorunul (Quercus petraea), teiul (Tilia tomentosa), carpenul (Carpinus betulus) și alte specii de plante. Pășunile și fânețele naturale acoperă o suprafață aproximativă de 1000 ha. și se găsesc situate pe văile principale ale râurilor și pe versanții afectați de fenomenele geografice.
În păduri și pe dealuri sunt răspândite animale ce fac parte din fondul cinegetic: mistrețul (Sus scrofa), căprioara (Capreolus capreolus), vulpea (Vulpes vulpes), iepurele de câmp (Lepus europaeus), bursucul(Meles meles), pisica sălbatică (Felis silvestris).
Resursele pedologice sunt reprezentate prin câteva tipuri de soluri, preponderent cernoziomurile. Solurile cenușii de pădure se găsesc pe dealuri joase și mijlocii neîmpădurite, în mare parte defrișate de foarte mult timp.

## Demografia
Componența etnică a municipiului Vaslui
     Români (69,51%)
     Alte etnii (0,52%)
     Necunoscută (29,97%)
Componența confesională a municipiului Vaslui
     Ortodocși (67,57%)
     Alte religii (1,65%)
     Necunoscută (30,78%)
Conform recensământului efectuat în 2021, populația municipiului Vaslui se ridică la 63.035 de locuitori, în creștere față de recensământul anterior din 2011, când fuseseră înregistrați 55.407 locuitori. Majoritatea locuitorilor sunt români (69,51%), iar pentru 29,97% nu se cunoaște apartenența etnică. Din punct de vedere confesional, majoritatea locuitorilor sunt ortodocși (67,57%), iar pentru 30,78% nu se cunoaște apartenența confesională.

### Istoric
Cercetările arheologice au demonstrat că teritoriul orașului Vaslui a fost locuit din cele mai vechi timpuri, încă din comuna primitivă. Materialele descoperite atestă prezența unei populații stabile începând din neolitic până în epoca migrațiilor. Popularea zonei în feudalism s-a făcut în funcție de condițiile istorice, precum și de terenurile agricole, sursele de apă și căile de comunicație.
În secolul XV-lea târgul de pe Vaslui a ajuns de prim rang, cu o populație ce se apropia de cea a Iașului. Odată cu mutarea capitalei de la Suceava la Iași, precum și cu apariția vorniciei Țării de Jos la Bârlad, Vasluiul a început să decadă, menținându-se timp de trei secole în categoria târgurilor mici și mijlocii. Documentele istorice, mărturiile unor călători străini, catagrafiile evidențiază mai multe perioade demografice.

### Evoluția
- Prima perioadă de înviorare demografică începe din secolul al XV-lea și se încheie în secolul al XIX-lea, odată cu venirea din Galiția a unui număr mare de evrei. În această perioadă orașul Vaslui, fiind așezat la răscrucea unor importante drumuri comerciale și într-o regiune cu puține așezări urbane, a ajuns în scurt timp să joace un rol important în viața socială și politică a Moldovei. Pe lângă moldoveni se stabilesc în Vaslui un număr însemnat de evrei, armeni și greci.

În perioada 1830 – 1899 sunt înregistrați în catagrafii 3142 locuitori. Prima perioada se încheie în jurul anului 1899, odată cu venirea unui număr mare de evrei, ajungând la 37% din populația târgului.
- A doua perioadă de dezvoltare demografică (1900 - 1930) corespunde avântului economic, care se concretizează în apariția micii industrii ce valorifică materialele prime locale. Primul recensământ pe baze științifice s-a efectuat în anul 1912, când orașul număra 10.397 locuitori.

În anul 1930 numărul a crescut la 13.827 de locuitori. Perioada în care populația a crescut a fost scurtă, urmând un timp de 35 ani în care evoluția demografică este lentă, cu perioade de regres în timpul războaielor mondiale.
▪ În anul 1941 - 13.923 locuitori;
▪ În anul 1948 - 13.738 locuitori;
▪ În anul 1956 - 15.197 locuitori;
▪ În anul 1966 - 17.591 locuitori.
- A treia treaptă în evoluția demografică începe odată cu anul 1968, prin aplicarea reformei administrativ – teritoriale, când orașul Vaslui devine capitală de județ.

▪ În anul 1968 - 17.960 locuitori;
▪ În anul 1970 - 22.825 locuitori;
▪ În anul 1980 - 46.181 locuitori;
▪ În anul 1990 - 74.615 locuitori;
- În anul 1992 - 80.614 locuitori.

Date: Recensăminte sau birourile de statistică - grafică realizată de Wikipedia
Conform recensământului din 2011, municipiul Vaslui are o populație de 55.407 locuitori. În perioada 2002 - 2011, Vaslui a pierdut 27,8% din populație.

### Dinamica demografică
În raport cu dinamica demografică, mișcarea naturală și îndeosebi natalitatea pun în evidență particularitățile demografice ale orașului Vaslui, înregistrându-se variații foarte mari. În perioada 1890 – 1916 natalitatea variază între 310 și 380 de locuitori pe an, scade în timpul Primul Război Mondial la 223 în 1916 și se menține scăzută până în 1920. O altă perioadă de scădere corespunde celui de al Doilea Război Mondial (1941-1944) de 200 de locuitori, criza demografică este prelungită din cauza secetei în anii 1945 – 1946.
Dacă ne referim la structura populației, după recensământul din 15 martie 1946, în orașul Vaslui etnia română reprezenta 99% din populație, structură ce s-a menținut în linii mari până astăzi. Documentele existente atestă prezența și a altor etnii de-a lungul veacurilor. Astfel, în secolul al XV-lea sunt prezente populații alohtone. Misionarul catolic Marco Bandini (lantinizat - Bandinius), menționa la 1646, prezența catolicilor unguri cu 20 de ani în urmă, respectiv în 1626. Cu 300 de case la început, iar din cauza atacurilor exercitate de polonezi, Bandini găsește numai 16 catolici maghiari. Sunt menționați și cca. 400 de armeni. Prezența lor în aceste locuri datează din 1418, când Alexandru cel Bun colonizează în Moldova 3000 de armeni aduși din Polonia. Ocupația principală a acestor etnii era comerțul. Numărul lor începe să scadă după 1439, în urma invaziilor tătarilor și distrugerii orașului.
O altă etnie care s-a ocupat cu comerțul au fost evreii. Ei sunt menționați în documente încă din anul 1525. În număr mic la început, numărul lor a crescut considerabil după 1838, prin venirea masivă din Galiția. În perioada de înflorire a comerțului (1869-1899), numărul evreilor a ajuns la 3742 de locuitori. Lipovenii veniți din Rusia înainte de 1880 au ocupat locurile de la periferia orașului, ocupându-se până astăzi cu grădinăritul. Etnia rromă s-a stabilit la marginea orașului în suburbiile Rediu și Brodoc fiind urmașii vechilor robii mănăstirești și domnești.

## Politică și administrație

Primaria municipiului Vaslui

Municipiul Vaslui este administrat de un primar și un consiliu local compus din 23 consilieri. Primarul, Lucian Braniște[*], de la Partidul Social Democrat, este în funcție din 1 noiembrie 2024. Începând cu alegerile locale din 2024, consiliul local are următoarea componență pe partide politice:
|  | Partid                          | Consilieri | Componența Consiliului | Componența Consiliului | Componența Consiliului | Componența Consiliului | Componența Consiliului | Componența Consiliului | Componența Consiliului | Componența Consiliului | Componența Consiliului | Componența Consiliului |
|  | ------------------------------- | ---------- | ---------------------- | ---------------------- | ---------------------- | ---------------------- | ---------------------- | ---------------------- | ---------------------- | ---------------------- | ---------------------- | ---------------------- |
|  | Partidul Social Democrat        | 10         |                        |                        |                        |                        |                        |                        |                        |                        |                        |                        |
|  | Alianța Dreapta Unită           | 6          |                        |                        |                        |                        |                        |                        |                        |                        |                        |                        |
|  | Alianța pentru Unirea Românilor | 4          |                        |                        |                        |                        |                        |                        |                        |                        |                        |                        |
|  | Partidul Național Liberal       | 3          |                        |                        |                        |                        |                        |                        |                        |                        |                        |                        |

Evoluția prezenței la Alegerile locale în turul I:
- 2012: |||||||||||||||||| 39.78% din 64.856 (Ti), 25.797 (Tp)
- 2008: |||||||| 35.21% din 64.449 (Ti), 22.693 (Tp)
- 2004: |||||||||||| 47.01% din 62.402 (Ti), 29.334 (Tp)
- 2000: |||||||||| 45.71% din 61.848 (Ti), 28.271 (Tp)
- 1996: |||||||||||||||| 51.39% din 55.944 (Ti), 28.747 (Tp)

Tî - Total aleg. înscriși în liste, Tp - Total aleg. prezenți la urne
Primarii orașului Vaslui din anul 1860
| - Ștefan Angheluță – 1860 - Ion Vasiliu – 1890 - C-tin State – 1892 - Eduard Motaș – 1909, 1914 - P.V. Irimiade – 1910 - Dr. Gh. Scarlat – 1911, 1920, 1931 cu întreruperi – viceprimar Mina Filip - C-tin Popovici – 1920 - C.P. Antoni – 1920 - 1921 - C. Cocorăscu – 1925 - 1926 - C-tin Gheorghiade – 1928 - 1929 - A. Buzdugan – 1930 - G-ral Ion Rășcanu – 1931 - Dumitriu Țaicu – 1935 - 1937 - Prof. Gheorghe Vierescu – primar delegat – 1937 - 1938 - Nicolae Tăzlăoanu – 1938 - G-ral Ion Rășcanu – 1938 - 1942 - Prof. C-tin Capră – 1942 - 22 august 1944 - Maior (r) Ion Calinovici – 19 septembrie 1944 - octombrie 1944 - Preot Neculai Sârbu – octombrie 1944 - decembrie 1944 - Prof. Theodor Hodoroabă – 1945. | Președinți ai Consiliului Popular și orașului Vaslui - Ungureanu Vasile – 1953 - Baltă Vasile – 1958 - 1962 - Săvescu Ioan – 1963 - Iftimie Ioan – 1968 - Luca Constantin – 1969 - 1973 - Stoica Pavel – 1973 - 1977 - Ignat Nicolae – 1977 - 1980 - Puni Gheorghe – 1980 - Munteanu Grigore – 1981 - 1989. Primari după anul 1989 - Teodor Tărnăuceanu – 1990 - 1991 - Ioan Apostu – 1991 - 1992 - Victor Cristea – 1992 - 2008 (4 mandate) - Vasile Pavăl – 2008 - 2004 (3 mandate) - Lucian Braniște – 2004 - |

### Piețe
- Piața Agroalimentară Traian;

Piața Centrală Vidin

- Piața Centrală Agroalimentară Vidin;
- Piața Agroalimentară din cartierul 13 Decembrie.

### Cartiere
- Cartierul 13 Decembrie
- Cartierul Traian
- Cartierul Moara Grecilor
- Cartierul Nou
- Cartierul Copou
- Cartierul Delea
- Cartierul Racoviță
- Cartierul Procopiu
- Cartierul Penitenciar
- Cartierul Irta
- Cartierul Icil
- Cartierul Gară
- Cartierul Centru
- Cartierul Podul Înalt
- Cartierul Zona Industrială
- Cartierul Nord
- Cartierul Rediu
- Cartierul Brodoc
- Cartierul Viișoara
- Cartierul Bahnari
- Cartierul Gura Bustei

Municipiul Vaslui împreună cu cele 5 localități componente are 248 de artere conform nomenclatorului stradal de pe harta municipiului Vaslui.

## Relații externe

### Orașe înfrățite
- Quarrata din 1991
- San Fernando de Henares din 2010
- Cahul din 2011
- Radovis din 2015
- Comuna Purcari din 2017 si Anenii Noi din 2021

* Conform Primăriei Vaslui_orașe înfrățire

## Activitatea economică

### Industria
- Industria textilă (ind. bunurilor de larg consum)

Industria confecțiilor și tricotajelor (Confecții s.a., Vastex s.a.).
- Industria alimentară

Industria panificației (Comcereal s.a.)
Industria uleiurilor vegetale și biodiesel (Ulerom s.a.);
Industria cărnii și a preparatelor din carne (Vascar s.a.);
Industria laptelui și a produselor lactate (Ilvas s.a.)

## Mass-Media
Radiodifuziune sonoră terestră
Municipiul Vaslui este deservit de o varietate de posturi de radio publice și comerciale, cu acoperire națională, regională și județeană (cu precizarea că în banda FM, unele posturi private naționale au inserții locale).
- AM - în benzile de unde lungi și de unde medii:

| Frecvență [kHz] | Program                      | Amplasament stație de emisie          |
| 153             | Radio România Antena Satelor | SNR Bod, BV                           |
| 603             | Radio România Actualități    | SNR Botoșani, BT                      |
| 873             | Radio Moldova                | ÎSR Chișinău-Codru, Republica Moldova |
| 1053            | Radio Iași România           | SNR Uricani, IS                       |
| 1179            | Radio România Actualități    | SNR Galbeni, BC                       |

- FM - banda de unde ultrascurte:

     Indică foste frecvențe din banda est (FM-OIRT), în prezent desființată.
| Frecvență [MHz] | Program                   | RDS                    | RDS                                                                        | RDS  | RDS     | Modulație sunet | Amplasament stație de emisie | Zona de serviciu                                                                        | Data punerii în funcțiune a stației | Obs. |
| Frecvență [MHz] | Program                   | PS                     | RT                                                                         | PI   | PTY     | Modulație sunet | Amplasament stație de emisie | Zona de serviciu                                                                        | Data punerii în funcțiune a stației | Obs. |
| 66.05           | -                         | -                      | -                                                                          | -    | -       | -               | -                            | -                                                                                       | -                                   | Pe această frecvență a emis în trecut Radio 3 România Tineret.                                                                                 |
| 67.73           | -                         | -                      | -                                                                          | -    | -       | -               | -                            | -                                                                                       | -                                   | Pe această frecvență a emis în trecut Radio Unison Vaslui de la debut până în anul 2003, când i s-a alocat o nouă frecvență, 107.2 MHz.        |
| 88.5            | Kiss FM                   | [KISS FM ]             | -                                                                          | 515A | -       | Stereo          | deal Tanacu, Vaslui, VS      | Vaslui și zona limitrofă                                                                | 2008                                | Inițial, licența de emisie a aparținut postului Radio Vox-T, care nu a emis niciodată pe această frecvență.                                    |
| 91.2            | Rock FM                   | [ROCK FM ] [91.2 ]     | ROCK FM                                                                    | E057 | -       | Stereo          | deal Tanacu, Vaslui, VS      | Vaslui și zona limitrofă                                                                | februarie 2016                      | Pe această frecvență a emis în trecut Radio Guerrilla (ianuarie 2011 - 19 septembrie 2013);                                                    |
| 93.2            | Smile FM                  | [SMILE FM] [93,2 MHz ] | SMILE FM - 93,2 MHz - VASLUI                                               | F2D3 | Varied  | Stereo          | Zăpodeni, VS                 | județul Vaslui                                                                          | Decembrie 2005                      | |
| 94.5            | Radio Iași România        | [R IASI ]              | -                                                                          | EE03 | News    | Stereo          | SNR Huși, VS                 | rază de până la cca 60 km de mun. Huși. Acoperă în bune condiții și mun. Vaslui.        | 16 septembrie 2016                  | Pe această frecvență au emis în trecut pe raza mun. Huși: Radio Vox-T (mai 2006 - 28 februarie 2007); Plus FM (1 martie 2007 - 11 iunie 2015). |
| 95.2            | Radio Guerrilla           | [GUERILLA]             | RADIO GUERILLA 95,2 MHz VASLUI                                             | 1248 | -       | Stereo          | Vaslui, VS                   | Vaslui și zona limitrofă                                                                | septembrie 2016                     | |
| 95.7            | Digi FM                   | [DIGI FM ] [95,7 FM ]  | -                                                                          | E059 | -       | Stereo          | SNR Bârlad - Popeni, VS      | rază de până la aprox. 80 km de stația Popeni. Acoperă în bune condiții și mun. Vaslui. |                                     | ex- Info Pro |
| 100.3           | Europa FM                 | [EUROPAFM] [100.3 ]    | EUROPAFM 100.3 EUROPAFM 100.3 EUROPAFM 100.3 EUROPAFM 100.3 EUROPAFM 100.3 | E299 | -       | Stereo          | Vaslui, VS                   | Vaslui și zona limitrofă                                                                | 2005                                | |
| 102.4           | Radio România Cultural    | [CULTURAL]             | RADIO ROMANIA CULTURAL 102.4 MHZ VASLUI                                    | EE01 | Culture | Stereo          | SNR Vaslui (deal Tanacu), VS | rază de până la aprox. 50 km                                                            | 2005                                | |
| 106.1           | Radio România Actualități | [RRACTUAL]             | RADIO ROMANIA ACTUALITATI 106.1 MHZ VASLUI                                 | EE00 | News    | Stereo          | SNR Vaslui (deal Tanacu), VS | rază de până la aprox. 50 km                                                            | 2005                                | |
| 106.7           | Radio Trinitas            | -                      | -                                                                          | -    | -       | Stereo          | Vaslui, dealul Copou, VS     | Vaslui și zona limitrofă                                                                | 9 aprilie 2004, orele 12:00         | Suport RDS nu mai este disponibil din anul 2012.                                                                                               |
| 107.2           | Radio ZU                  | [RADIO ZU] [107.2 FM]  | -                                                                          | E2AA | -       | Stereo          | Vaslui, VS                   | Vaslui și zona limitrofă                                                                | februarie 2018                      | Pe această frecvență au emis în trecut: Radio Unison Vaslui (2003-2010); Radio V24 FM (2010-2017).                                             |

Radiodifuziune digitală terestră
Transmisiile regulate de radiodifuziune digitală terestră, în standard T-DAB+, se vor putea efectua în baza licențelor de utilizare a frecvențelor acordate de Autoritatea Națională pentru Administrare și Reglementare în Comunicații (ANCOM), după adoptarea strategiei de implementare a serviciilor de radiodifuziune digitală în România și sunt planificate în banda III VHF, pe frecvențe folosite pentru canalele 11 și 12 TV.
Televiziune digitală terestră
Telespectatorii din municipiul Vaslui au acces la serviciul de televiziune digitală terestră în standard DVB-T2 și pot recepționa gratuit, cu antenă TV în banda de frecvență UHF,  posturi de televiziune.
Dintre cele 5 multiplexuri naționale, doar unul (MUX1) este operațional pe teritoriul României. Județul Vaslui este inclus în zona de alocare teritorială ROU029.
În cadrul etapei de tranziție la televiziune digitală terestră în standard DVB-T2, Radiocom a pus în funcțiune pe data de 13 august 2016, în amplasamentul SNR Vaslui, emițătorul de televiziune în canal 39 (618 MHz), aferent multiplexului național MUX1, care deservește municipiul Vaslui și zona limitrofă. Pachetul de programe de televiziune transmis, în acest moment (29 august 2021), în standard DVB-T2, cuprinde posturile TV ale Societății Române de Televiziune - TVR1, TVR2, TVR3 și TVR1 HD și 5 posturi TVR regionale (TVR Craiova, TVR Cluj, TVR Iași, TVR Târgu Mureș și TVR Timișoara), conform legislației în vigoare: H.G. nr. 733 / 5 octombrie 2017.
În privința multiplexurilor regionale și locale, altele decât cele 5 MUX-uri naționale, nu au fost solicitate nici până în prezent (29 august 2021), din partea niciunui operator de broadcasting, licențe de emisie în județul Vaslui pentru difuzarea în eter în standard DVB-T2 a posturilor de televiziune private regionale și locale, din acest motiv astfel de posturi TV sunt disponibile doar în rețelele operatorilor privați de cablu TV.
De asemenea, municipiul Vaslui și zona limitrofă se află în zona de serviciu deservită de emițătoarele de televiziune în standard DVB-T2 din Republica Moldova care transmit, pe multiplexul MUX-A, un pachet de posturi publice și private.
Semnalul TV digital terestru poate fi recepționat astfel:
- prin intermediul unui receptor extern digital DVB-T2 (set top box) conectat la televizorul clasic și antenă exterioară în banda de frecvență UHF (de exemplu, Yagi), prevăzută cu un cablu coaxial de bună calitate, cu pierderi cât mai mici (cu un câștig de minim 10 dB). Antena trebuie instalată în exteriorul clădirii, recomandat la minimum 10 m deasupra solului, într-o zonă bine degajată (fără obstacole în apropiere, pe direcția de recepție) și orientată spre emițător.

SAU
- direct cu televizorul, dacă are tuner DVB-T2 încorporat, și antenă exterioară, cu caracteristicile menționate.

Conectarea receptorului extern digital DVB-T2 (set top box) la televizor se va face prin intermediul ieșirilor analogice (RCA, SCART) sau digitale (HDMI). Acest receptor extern digital DVB-T2 (set top box) poate fi achiziționat din magazinele de specialitate.
     Indică frecvențe cu emisie TV analogică oprite definitiv.
     Indică MUX-uri care nu sunt operaționale.
| Zonă de alocare teritorială       | Multiplex | Canal | Frecvență [MHz] | Standard de emisie | Programe transmise | Amplasament stație de emisie          | Zona de serviciu | Data punerii în funcțiune a stației                                       | Obs. |
|                                   | -         | 7     | 189.25          | analogic (PAL-D)   | - | SNR Vaslui (deal Tanacu), VS          | - | -                                                                         | S-a transmis postul TVR1. Emisia a fost sistată la 1 mai 2018. |
|                                   | -         | 28    | 527.25          | analogic (PAL-D)   | - | SNR Vaslui (deal Tanacu), VS          | - | -                                                                         | S-a transmis postul TVR2. Emisia a fost sistată la 17 iunie 2015. |
|                                   | -         | 36    | 591.25          | analogic (PAL-D)   | - | Vaslui, VS                            | - | -                                                                         | S-a transmis postul TV Vaslui, înființat pe 24 decembrie 1990. |
|                                   | -         | 41    | 631.25          | analogic (PAL-D)   | - | Vaslui, VS                            | - | -                                                                         | S-a transmis postul Realitatea TV Vaslui. |
|                                   | -         | 51    | 711.25          | analogic (PAL-D)   | - | Vaslui, VS                            | - | -                                                                         | S-a transmis postul Antena 1 Vaslui. |
|                                   | -         | 55    | 743.25          | analogic (PAL-D)   | - | Vaslui, VS                            | - | -                                                                         | S-a transmis postul Total TV, deschis în martie 2008. |
| ROU029                            | MUX1      | C39   | 618             | DVB-T2             | TVR 1 TVR 2 TVR 3 TVR Cluj TVR Craiova TVR Iași TVR Târgu Mureș TVR Timișoara TVR 1 HD                                                     | SNR Vaslui (deal Tanacu), VS          | municipiul Vaslui și zona limitrofă, în conformitate cu harta de acoperire Arhivat în 3 noiembrie 2021, la Wayback Machine.                            | În etapa de tranziție: 13 august 2016. Data finalizării: 1 decembrie 2019 | Conform legislației în vigoare (H.G. nr. 733/ 05.10.2017), rețeaua națională de televiziune digitală terestră MUX1 este destinată programelor publice de televiziune, produse de Societatea Română de Televiziune (SRTV). Așadar, programele care sunt transmise pe multiplexul digital MUX1 sunt stabilite de SRTV. |
| ROU029                            | MUX2      | C41   | 634             | DVB-T2             | - |                                       | municipiul Vaslui și zona limitrofă | -                                                                         | MUX 2-5 vor fi destinate transmiterii programelor TV comerciale. Momentan, toate cele patru sunt neimplementate și fără proprietar. |
| ROU029                            | MUX3      | C35   | 586             | DVB-T2             | - |                                       | municipiul Vaslui și zona limitrofă | -                                                                         | MUX 2-5 vor fi destinate transmiterii programelor TV comerciale. Momentan, toate cele patru sunt neimplementate și fără proprietar. |
| ROU029                            | MUX4      | C45   | 666             | DVB-T2             | - |                                       | municipiul Vaslui și zona limitrofă | -                                                                         | MUX 2-5 vor fi destinate transmiterii programelor TV comerciale. Momentan, toate cele patru sunt neimplementate și fără proprietar. |
| ROU029                            | MUX5      | E5    | 177,5           | DVB-T2             | - |                                       | municipiul Vaslui și zona limitrofă | -                                                                         | MUX 2-5 vor fi destinate transmiterii programelor TV comerciale. Momentan, toate cele patru sunt neimplementate și fără proprietar. |
| Mîndreștii Noi, Republica Moldova | MUX-A     | C22   | 482             | DVB-T2             | Moldova 1 PRIMUL IN MOLDOVA TVR Moldova Jurnal TV Prime TV 8 NTV Moldova Canal 2 PRO TV TV6 Radio Moldova Radio Micul Samaritean Radio Mir | Ungheni - Cetireni, Republica Moldova | Conform hărții de acoperire. Recepția posturilor din Republica Moldova este posibilă și în municipiul Vaslui și zona limitrofă, datorită proximității. | 1 noiembrie 2016                                                          | |
| Cahul, Republica Moldova          | MUX-A     | C36   | 594             | DVB-T2             | Moldova 1 PRIMUL IN MOLDOVA TVR Moldova Jurnal TV Prime TV 8 NTV Moldova Canal 2 PRO TV TV6 Radio Moldova Radio Micul Samaritean Radio Mir | Leova / Cahul, Republica Moldova      | Conform hărții de acoperire. Recepția posturilor din Republica Moldova este posibilă și în municipiul Vaslui și zona limitrofă, datorită proximității. | 1 noiembrie 2016                                                          | |

## Educația
Unități de învățământ ale municipiului Vaslui.

### Învățământ preșcolar
- Grădinița cu program normal Nr. 1 „Luceafărul Copiilor”;
- Grădinița cu program prelungit Nr. 3 „Țara Piticilor”;
- Grădinița cu program prelungit Nr. 5 „Căsuța Fermecată”;
- Grădinița cu program prelungit Nr. 6 „Elena Farago”;
- Grădinița cu program prelungit Nr. 8 „Licurici”;
- Grădinița cu program prelungit Nr. 9 „Veselia”;
- Grădinița cu program prelungit Nr. 14;
- Grădinița cu program prelungit Nr. 15 „Dumbrava Minunată”;
- Grădinița cu program prelungit Nr. 17 „Voinicelul”;
- Grădinița cu program prelungit Nr. 18;
- Grădinița cu program prelungit Nr. 19 „Micuța Picasso”;
- Grădinița cu program prelungit Nr. 21 „Lumea Copilăriei”;
- Grădinița Viișoara.
- Grădinița particulara cu program prelungit: „Castelul copiilor”, Gura Bustei

### Învățământ gimnazial
- Școala cu clasele I - VIII Nr. 1 „Al. Ioan Cuza”;
- Școala cu clasele I - VIII Nr. 2 „Dimitrie Cantemir”;
- Școala cu clasele I - VIII Nr. 3 „Constantin Parfene”;
- Școala cu clasele I - VIII Nr. 4 „Elena Cuza”;
- Școala cu clasele I - VIII Nr. 5 „Ștefan cel Mare”;
- Școala cu clasele I - VIII Nr. 6 „Mihai Eminescu”;
- Școala cu clasele I - VIII Nr. 7 „Constantin Motaș”;
- Școala cu clasele I - VIII Nr. 8 „Alexandra Nechita”;
- Școala cu clasele I - VIII Nr. 9 „Vasile Alecsandri”;
- Școala cu clasele I - VIII Nr. 10 „Mihail Sadoveanu”;
- Școala cu clasele I - IV suburbia Bahnari;
- Școala cu clasele I - VIII suburbia Brodoc;
- Școala cu clasele I - VIII suburbia Gura Bustei;
- Școala cu clasele I - VIII „Ion Creangă” suburbia Moara Grecilor;
- Școala ajutătoare;
- Centrul școlar pentru educație incluzivă „Constantin Pufan”;
- Centrul școlar pentru educație incluzivă „Aurora” (cart. 13 decembrie);

### Învățământ liceal
- Colegiul Economic „Anghel Rugină”;
- Grupul Școlar de Cooperație;
- Liceul Tehnologic „Ion Mincu”
- Liceul „Ștefan Procopiu”;
- Liceul cu Program Sportiv;
- Liceul Teoretic „Emil Racoviță”;
- Liceul Teoretic „Mihail Kogălniceanu”;
- Școala Postliceală Sanitară.

## Sport
- Karate tradițional:
- Arte marțiale:

Sala Sporturilor.

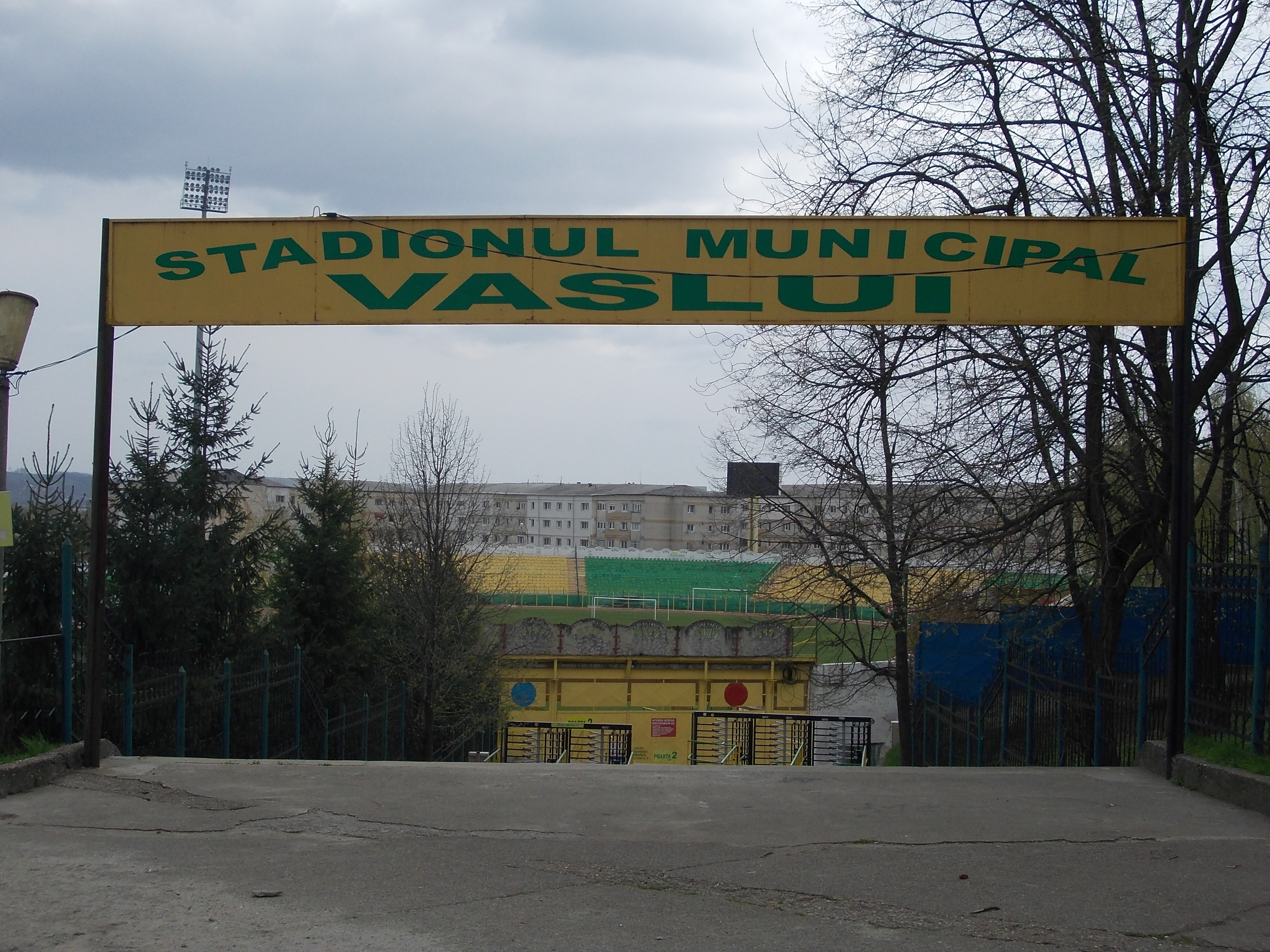
Stadionul Municipal

- Arte marțiale Vovinam Viet Vo Dao:
- Aruncări, atletism și lupte libere:
- Atletism:
- Fotbal:

FC Vaslui 2002;
- Mini-Fotbal-futsal:
- Fotbal-tenis:

Clubul sportiv Harlem Vaslui.
- Handbal:

Handbal Club Vaslui (evoluează în Divizia A masculin, Seria A).
- Judo:
- Taekwon-do:

Clubul sportiv „Sulsa” Vaslui.

## Transportul

### Infrastructura de transport
Accesibilitatea în orașul Vaslui se face:

Autogara Vaslui în februarie 2017

- Public: se face prin autobuze și troleibuze furnizat de societatea Transurb Vaslui,[38][39] și de taxiuri [40];
- Feroviar: prin Gara Vaslui care este traversată de magistrala CFR 600 Făurei - Ungheni (punct de trecere a frontierei cu Republica Moldova, făcând legătura cu București și Constanța.
- Rutier: drumurile naționale care trec prin Vaslui sunt:

DN24 Vaslui - Iași (N) și Vaslui - Bârlad (S);
DJ248 Vaslui - Iași (NV);
DN2F Vaslui - Bacău (E);
DN15D Vaslui - Piatra Neamț (NV).
De asemenea la 17 km Sud-Est de oraș trece Drumul European E581.
- Aerian: Municipiul nu are un aeroport, cele mai apropiate aeroporturi fiind la Iași (76 km) și Bacău (89 km).
- Destinații din Aeroport Iași
- Aeroportul „George Enescu” Bacău

Distanțe rutiere față de principalele orașe din țară și din Europa *.
* Conform datelor furnizate de Google maps

## Turismul
Dezvoltarea turismului este o alternativă de viitor pentru punerea în valoare a patrimoniului turistic al Municipiului Vaslui.

### Potențialul turistic natural
- Rezervația paleontologică Nisipăria Hulubăț - situat în partea de est a orașului;

#### Recreere, agrement

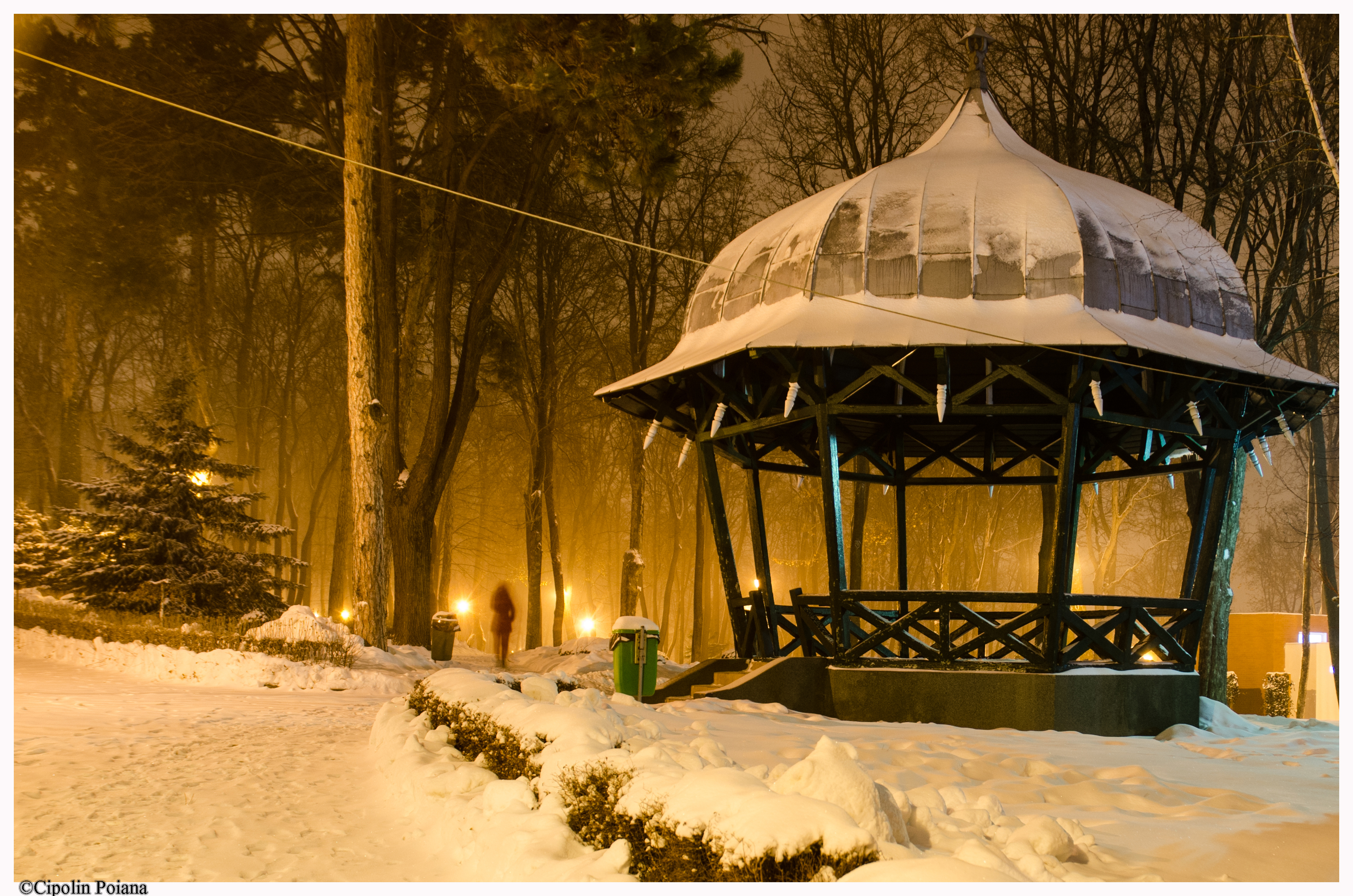
Iarna in Parcul Copou din Vaslui

- Parcul Copou - situat în partea nordică a orașului. Aici se evidențiază și „Aleea scriitorilor” unde au fost ridicate câteva busturi. Parcul are cu o suprafață de 11 ha;
- Parcul „Teatrul de vară” - situat în Parcul Tineretului;
- Parcul din Piața Independenței - de lângă Inspectoratul Jud. de Poliție;
- Parcul Movas - situat în sud-vestul orașului cu o suprafață de 3 ha;
- Parcul Tineretului (Centru-Est) - situat în zona centrală, lângă ștrand și stadion, cu o suprafață de 3 ha.
- Piața Civică - Piața centrală a orașului;

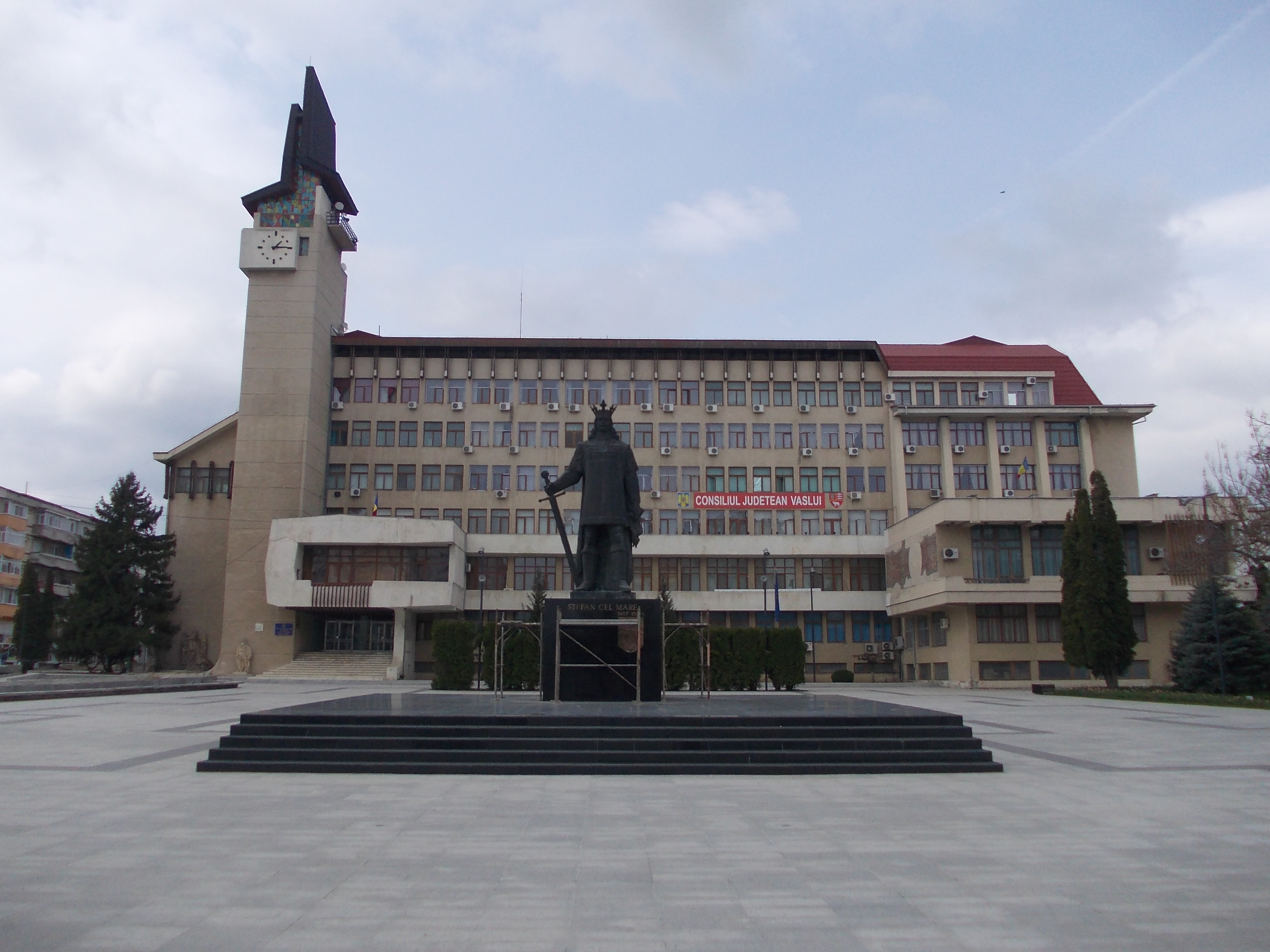

- Pârtia de săniuș de la Bahnari - aflată la 5 km în partea de est a orașului, pârtia are o lungime de 300 m. Servicii: parcare, cabană și echipamente de iarnă.

- Stadionul și ștrandul municipal;

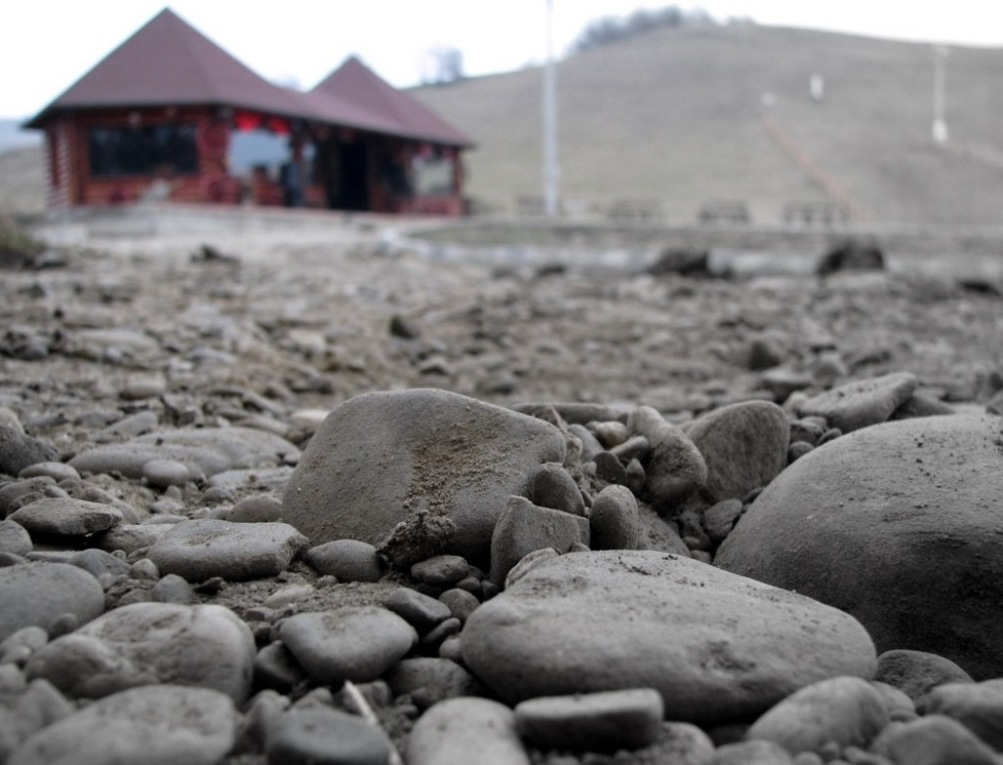
Pârtia de săniuș

- Pădurea și lacul Delea - situate în partea de nord;
- Pădurea Paiu - situată în partea de sud-vest a orașului, lângă cartierul rezidențial Green Park.

Zone special amenajate pentru activitățile de picnic conform Legii 54/2012 sunt la ștrandul municipal și zona de agrement de la baza pârtiei Bahnari, propusă de Administrația locală. În municipiul Vaslui, unui locuitor îi revine 22 mp de spațiu verde.

### Potențialul turistic cultural-istoric

#### Monumente și locuri istorice
- Biserica domnească „Tăierea Capului Sf. Ioan Botezătorul” - situată lângă Școala generală nr. 6 „Mihai Eminescu”, este ctitorită de Ștefan cel Mare;
- Biserica "Tăierea Capului Sfântului Ioan Botezătorul" din Vaslui

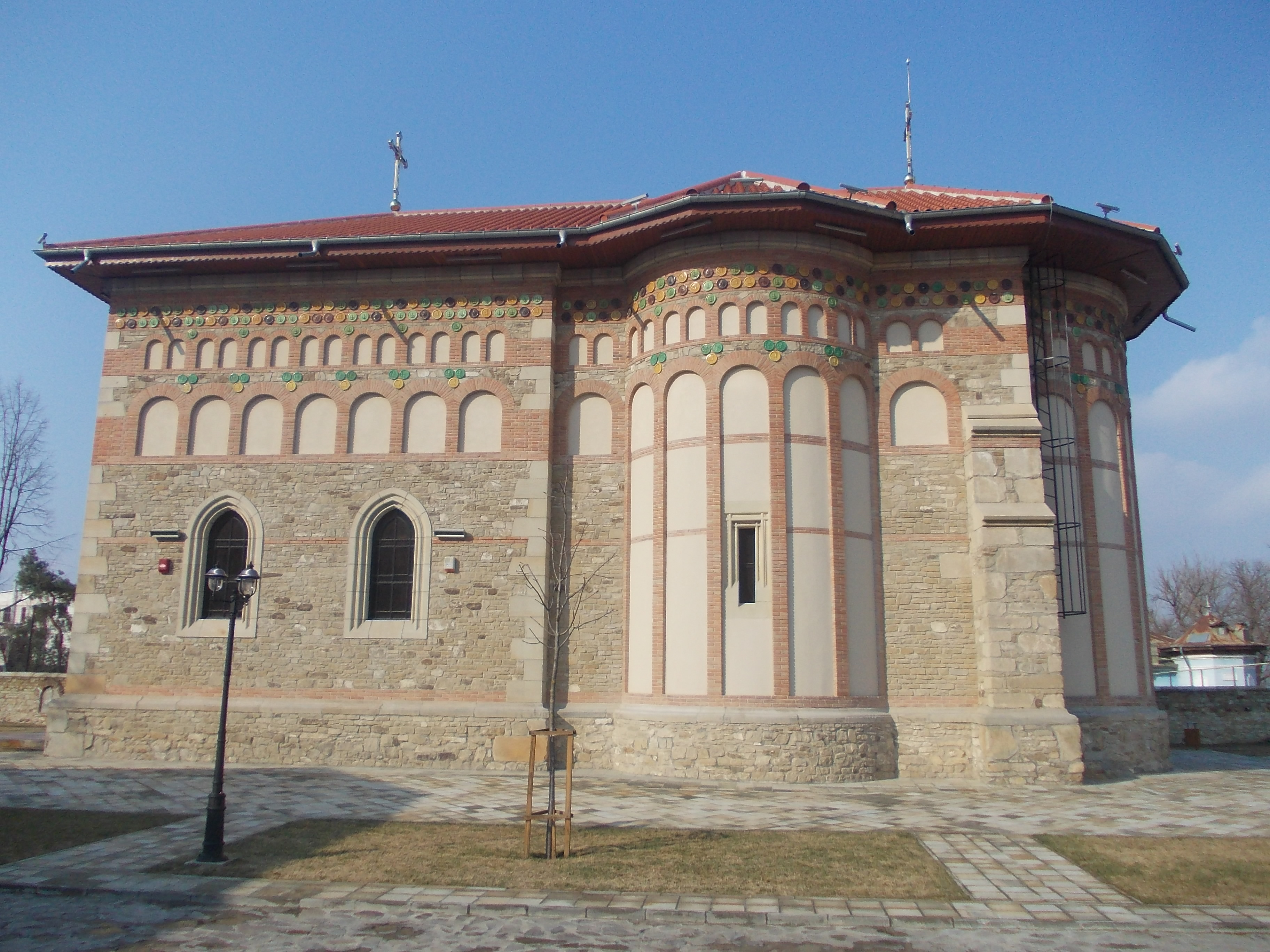
Biserica "Tăierea Capului Sfântului Ioan Botezătorul" din Vaslui

- Biserica Ortodoxă „Sfinții Împărați Constantin și Elena și Sfântul Mina”;
- Biserica Ortodoxă „Adormirea Maicii Domnului” - situată lângă Hotel Europa, ctitorită de Ștefan cel Mare în 1490. În 1859 lăcașul de cult este ars. În același an Neculai Hagi Chiriac a început să ridice actuala biserică și a fost terminată de nepotul său Dimitrie Castroian devenind Catedrala orașului. Este construită în stil neoclasic, cu influență rusească;
- Biserica Ortodoxă „Sfinții Arh. Mihail și Gavriil” - construită în anul 1998 în stil moldovenesc;
- Biserica Ortodoxă „Sf. Treime” din cimitirul Eternitatea;
- Mausoleul Peneș Curcanul - construit în 1934, a fost realizat din marmură, piatră și bronz, ridicat în memoria eroilor vasluieni care au luptat în Războiul de Independență și Primul Război Mondial;

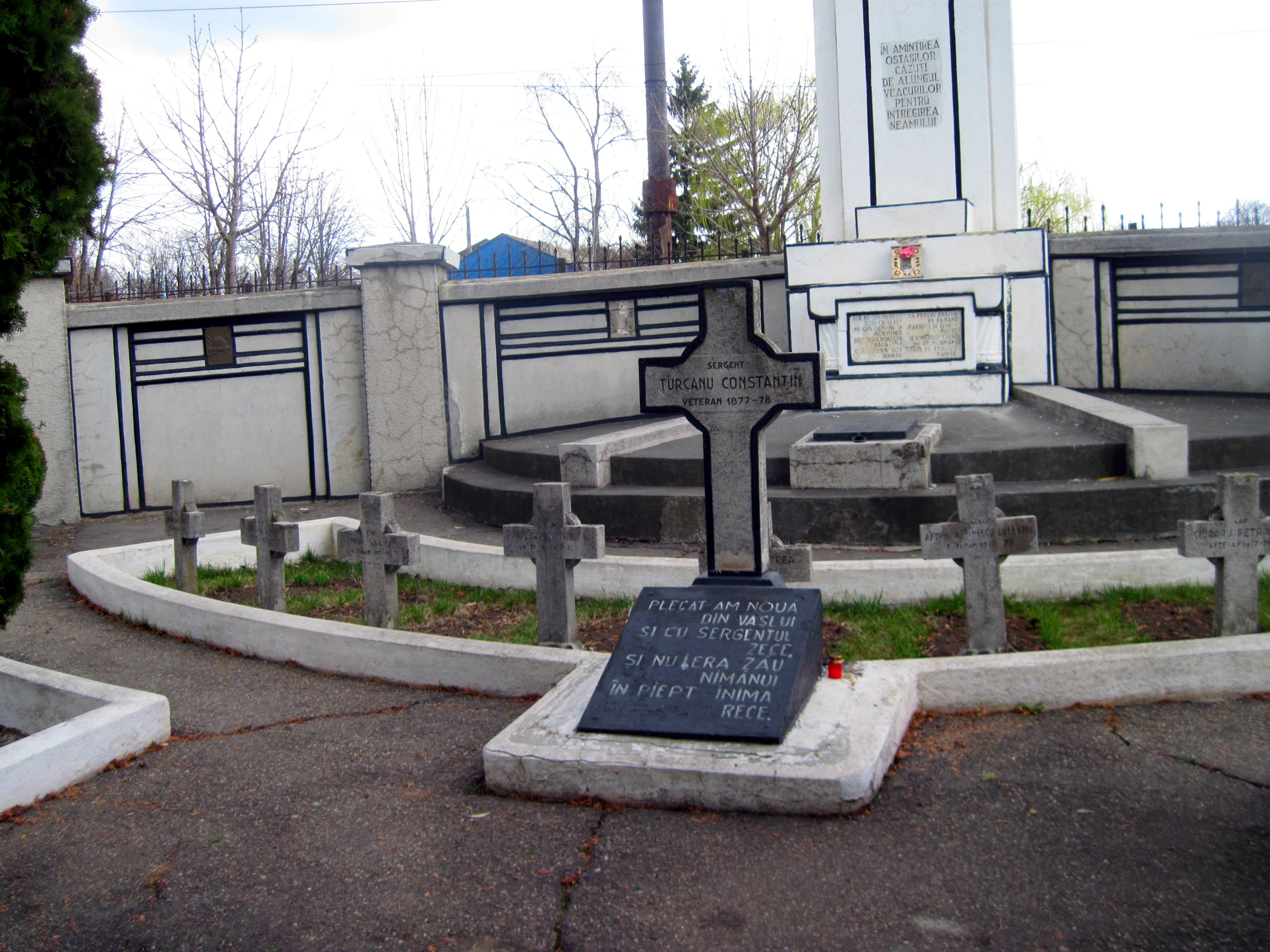
Mausoleul Peneș Curcanul

- Monumentul Independenței din Piața Independenței;
- Monumentul „Eroilor vasluieni căzuți pentru întregirea neamului” - din fața Casei Armatei;
- Monumentul Eroilor căzuți în al Doilea Război Mondial - situat vis à vis de Liceul Mihail Kogălniceanu;

#### Vestigii arheologice

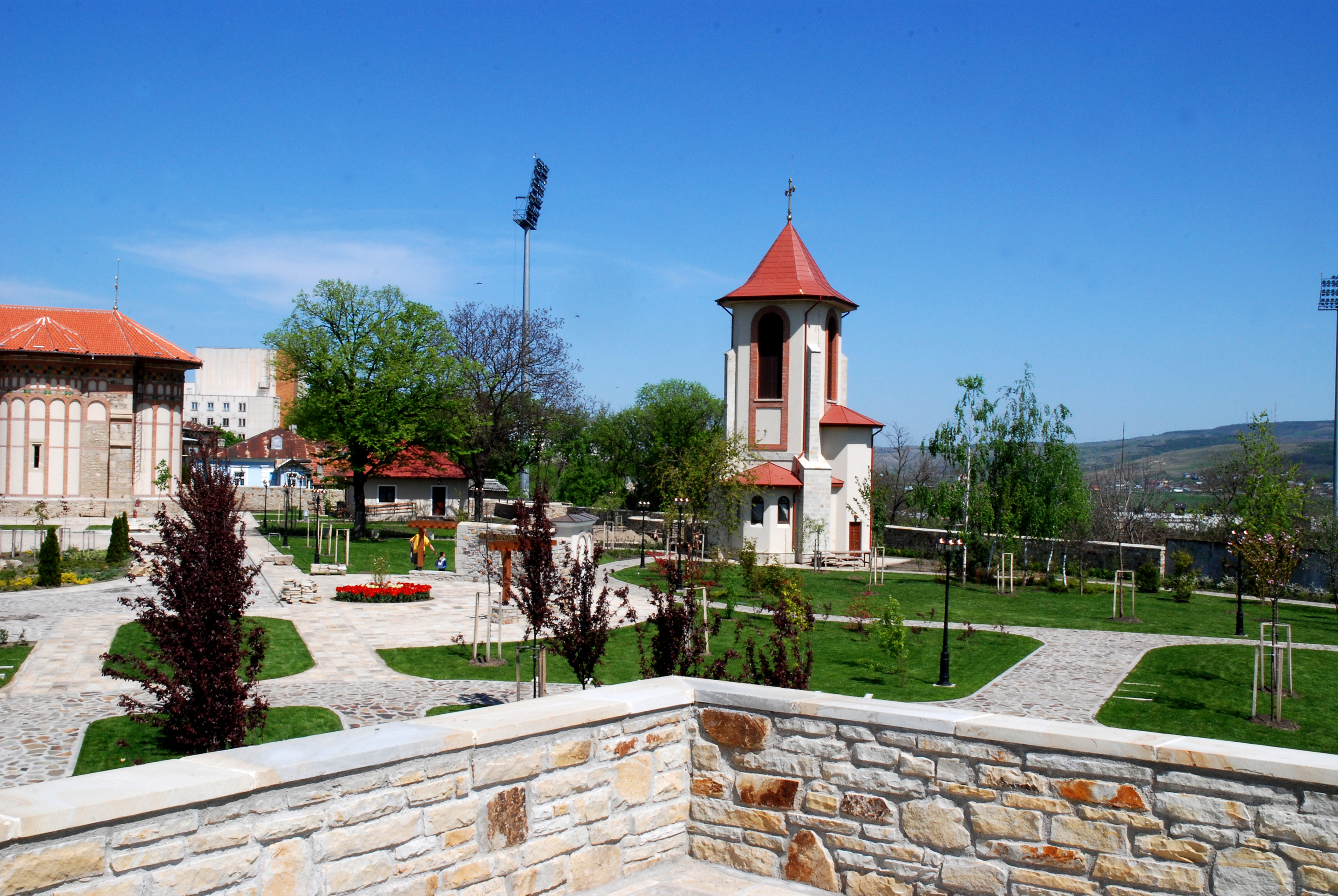

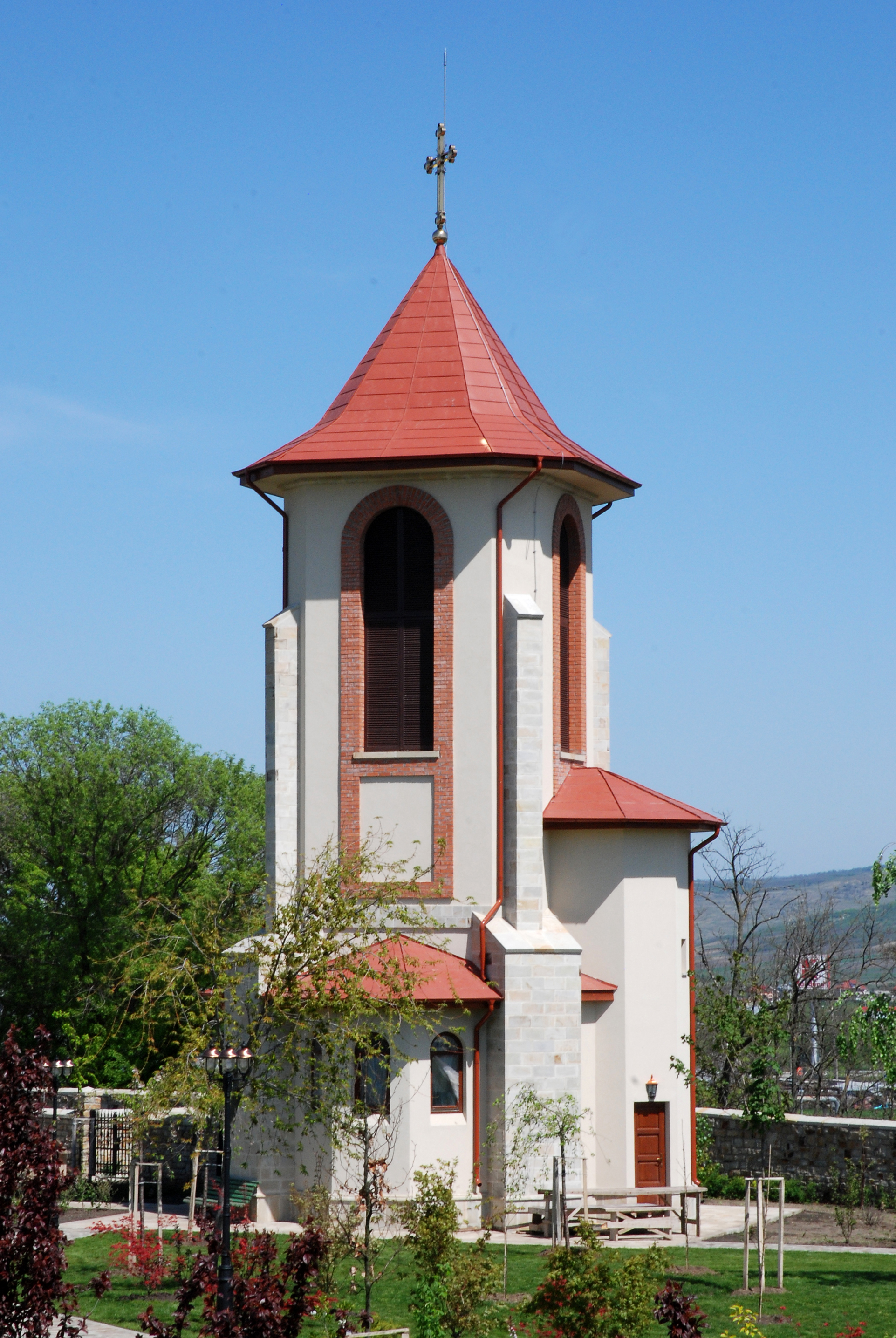

- Cetatea de pământ - situat pe Dealul Paiului la 2,5 km sud-vest de oraș.
- Situl arheologic „Curtea Domnească” - reprezintă un complex arheologic de tip reședință domnească, datând din secolul al XV-lea și până către secolul al XIX-lea. Este situat lângă Biserica domnească „Tăierea Capului Sf. Ioan Botezătorul”. Suprafața pe care este construit parcul este de 10.000 m2.

#### Instituții de cultură, muzee
- Casa Mavrocordat - este ridicat la sfârșitul secolului al XIX-lea (1892) de Gheorghe Mavrocordat. În prezent găzduiește Palatul Copiilor;

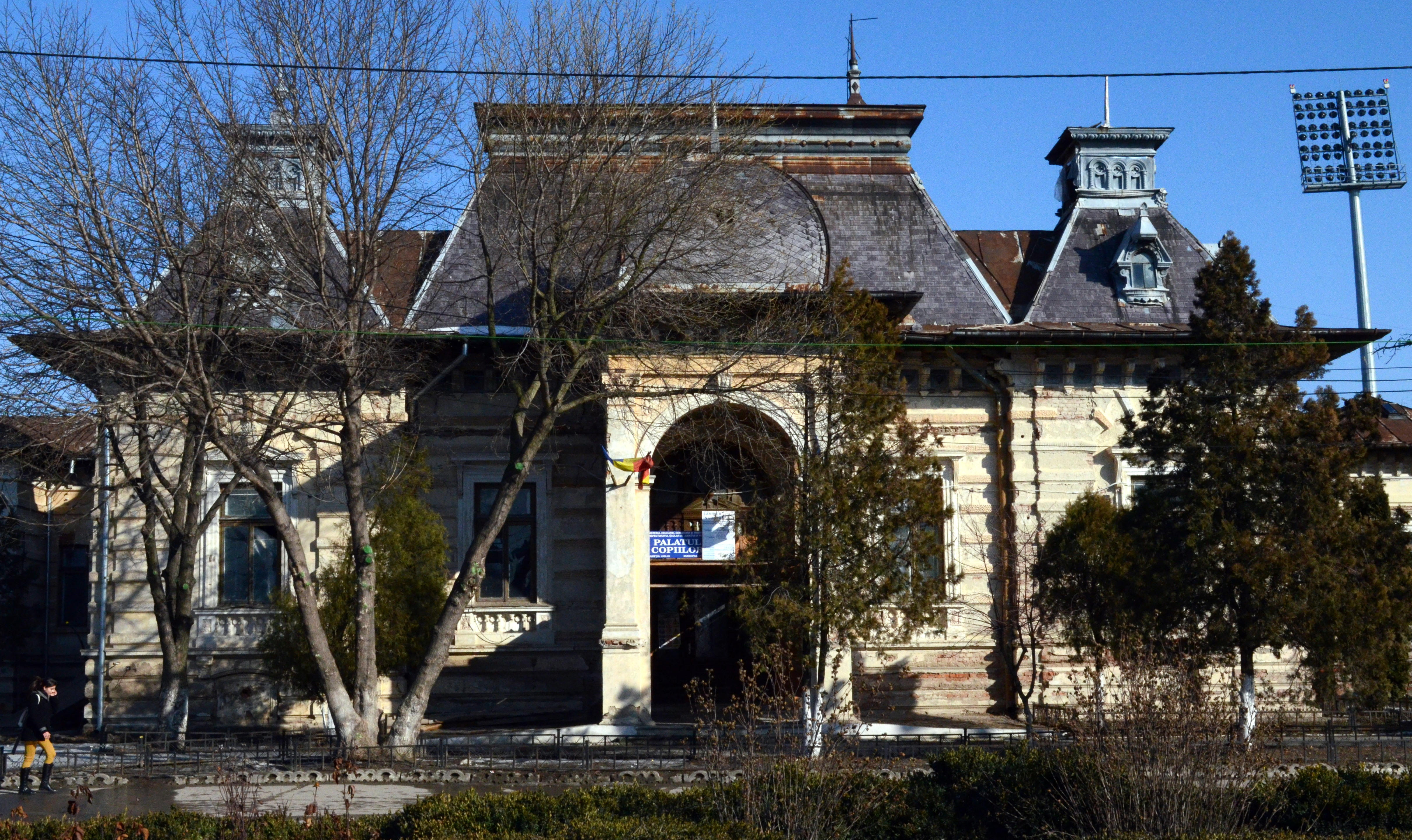
Casa Mavrocordat

- Casa Ghica - cea mai veche clădire laică din orașul Vaslui, aparținând Elenei Ghica, sora ultimului domnitor al Moldovei - Grigore Ghica, realizată la începutul secolului al XIX-lea;
- Palatul de Justiție din Vaslui - situat lângă Monumentul Independenței, construit la sfârșitul sec. al XIX-lea (1891);

Palatul de Justiție

- Casele Mădârjac și Ornescu - realizate în secolul al XIX-lea;

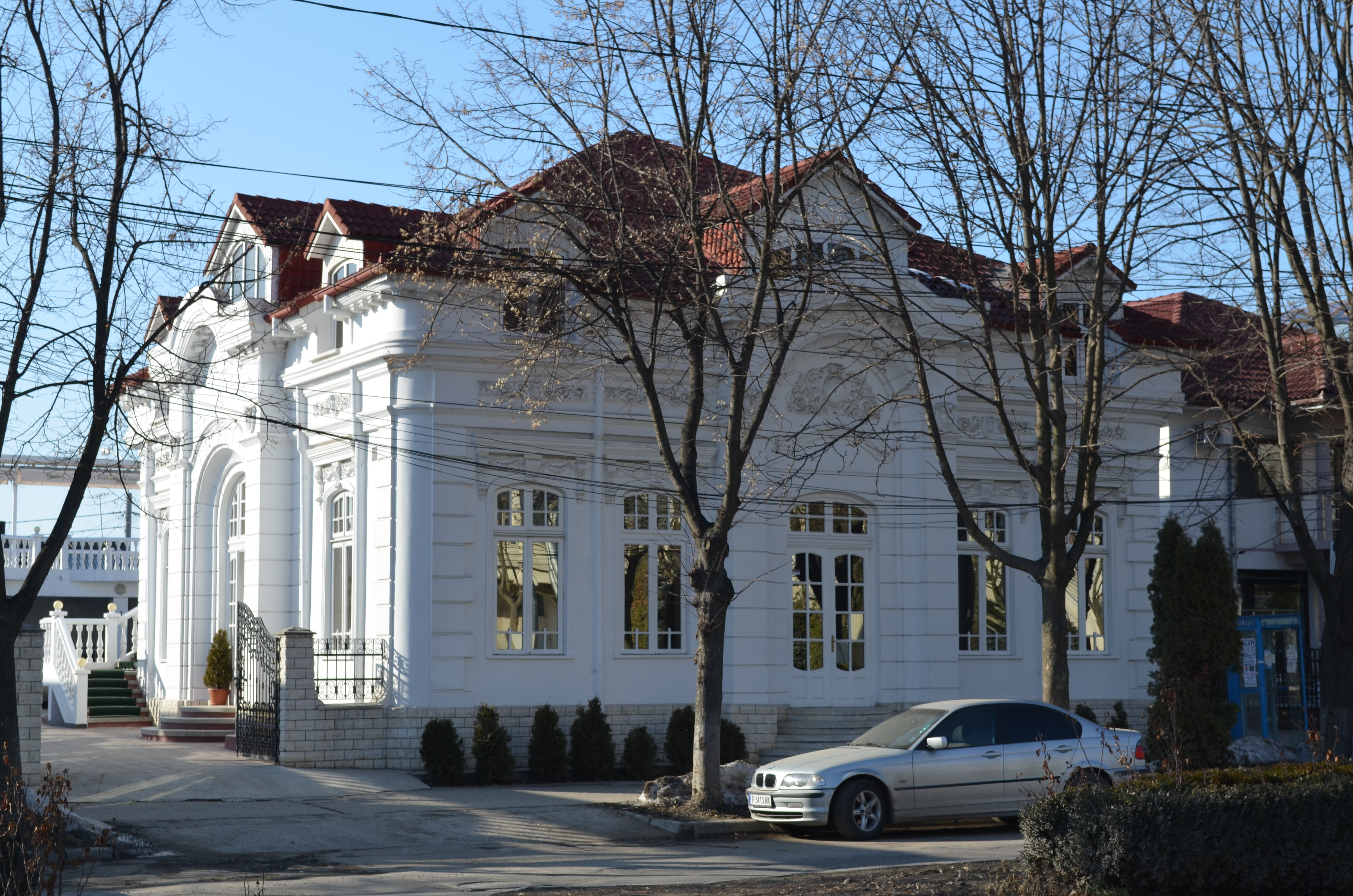
Casa Mâdârjac

- Casa de Cultură a Sindicatelor „Constantin Tănase” - construit în anul 1972 având o sală de spectacole de 575 de locuri. Aici se desfășoară anual Festivalul de umor „Constantin Tănase” - la începutul lunii Octombrie și de asemenea toate celelalte evenimente culturale importante ale orașului în restul anului.;

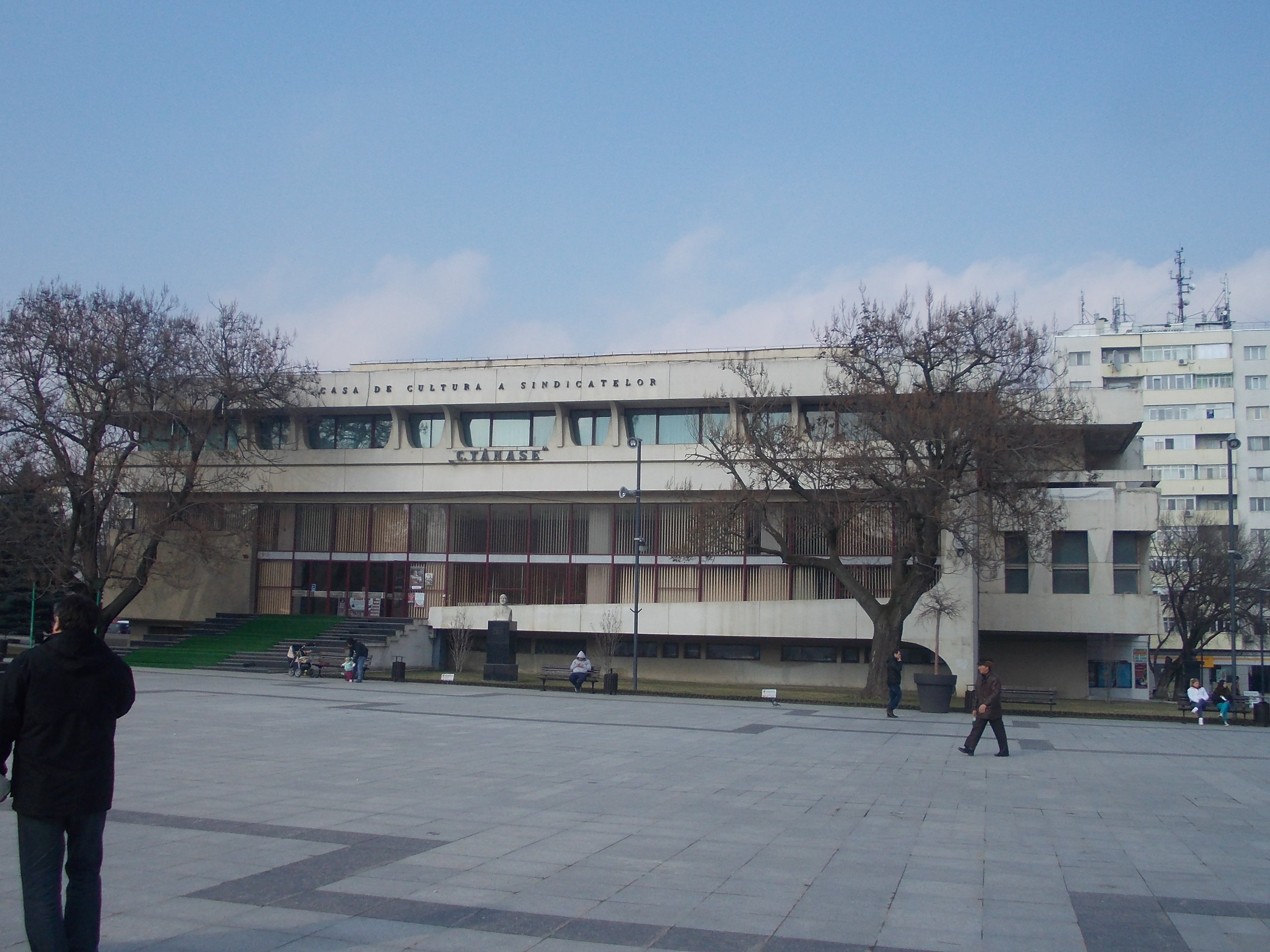
Casa de cultură

- Biblioteca Județeană „Nicolae Milescu Spătarul”;
- Muzeul Județean „Ștefan cel Mare” - muzeul cuprinde secții de arheologie, istorie medievală și contemporană, etnografie, artă plastică contemporană și un salon al umorului „Constantin Tănase”;
- Gimnaziul Mihail Kogălniceanu - construit între anii 1890 și 1893, (astăzi Școala gimnazială „Constantin Parfene” Nr. 3);
- Școala Normală de Băieți - 1926 (astăzi Secția de pneumoftiziologie).

#### Monumente de arhitectură, statui și busturi
- Ansamblul statuar - de lângă Prefectura Vaslui;
- Basorelief cu momente ale luptei pentru independență - din Piața Independenței;
- Bustul lui Alecu Russo, realizat de sculptorul Dan Covătaru;
- Bustul scriitorilor: Costache Negri, Ion Creangă, Mihai Eminescu, Vasile Alecsandri;
- Bustul lui Nicolae Milescu Spătarul de lângă Biblioteca Județeană;

Bustul lui Nicolae Milescu Spătarul

- Bustul din bronz a lui Mihail Kogălniceanu - amplasat în fața Liceului teoretic Mihail Kogălniceanu. Realizat de sculptorul Gheorghe Alupoaie în anul 1997;
- Bustul generalului Ioan Rășcanu - amplasat în parcul Mihail Kogălniceanu la intersecția străzii Mihail Kogălniceanu cu strada Nicolae Iorga. Realizat de sculptorul Gheorghe Alupoaie;
- Statuia de bronz „Victoria” - situată între Casa Armatei și Palatul Mavrocordat, inaugurată la 24 iunie 1925;

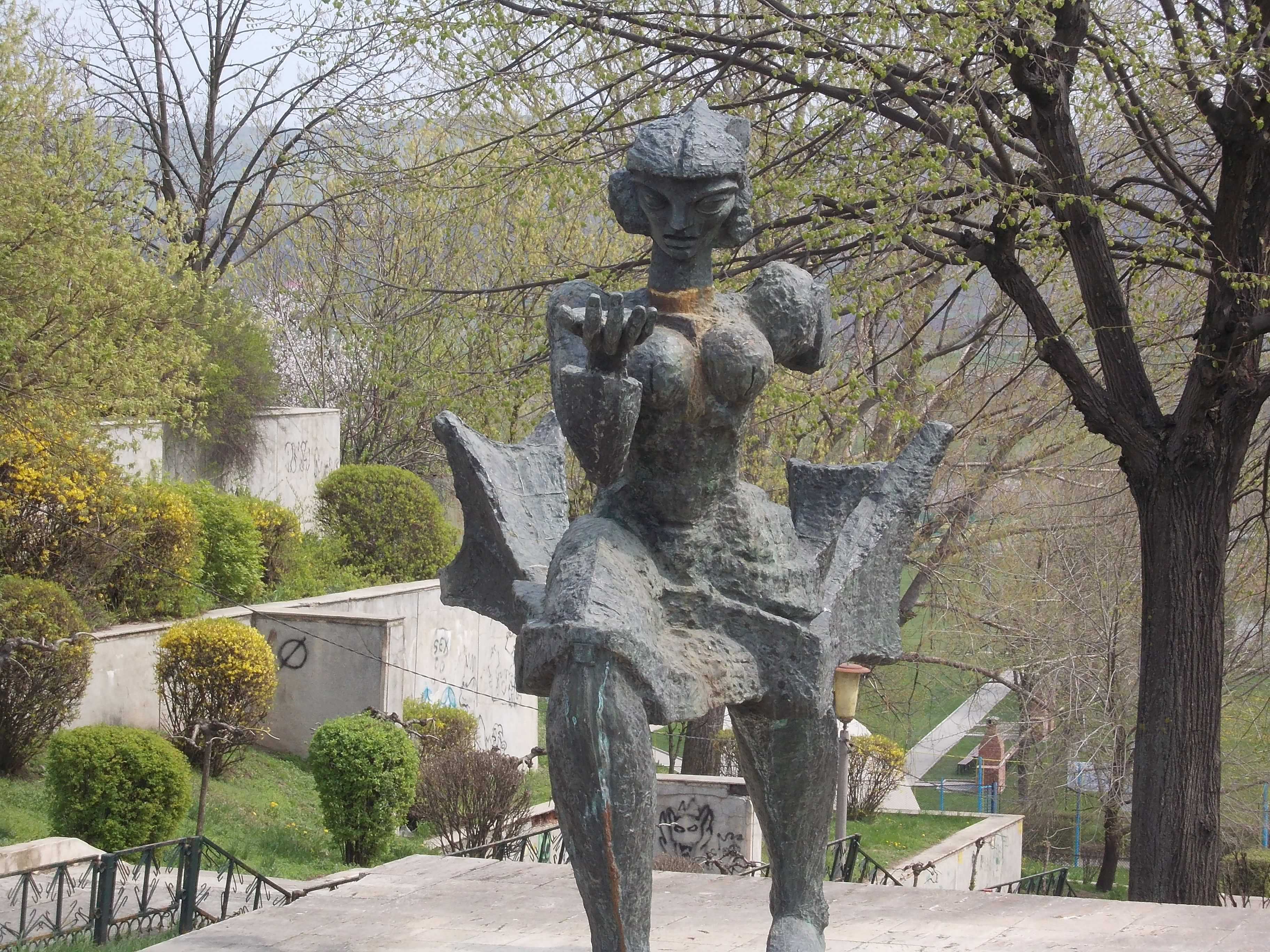

- Statuia lui Ștefan cel Mare din Piața Civică - realizată în bronz, operă a sculptorului Iftimie Bârleanu, statuia a fost dezvelită în anul 1972.

#### Etnografie și folclor
- Târgul Meșterilor Populari - are loc în fiecare an la începutul lunii septembrie.
- În anul 2003 se înființează formația cultural-artistică „Rapsodia Vasluiului”.
- Grupul instrumental de fanfară „Rotaria” a apărut în 2001 la inițiativa profesorului și dirijorului Romeo Tălmaciu.[42]
- Fantasia este un grup coral din județul Vaslui și este condusă de dirijorul Vasile Negură, profesor de muzică la gimnaziu. Grupul coral Fantasia a fost creat în anul 1995 de profesorul Vasile Negură.

## Evenimente în Vaslui
- Festivalul Internațional de Folclor „Hora din Străbuni” are loc între 31 iulie și 04 august, face parte din Consiliul Internațional de Organizare a Festivalurilor de Folclor și Artă Tradițională (CIOFF)[43] unde România este membru;
- Open Camp Vaslui - este un festival anual de muzică în aer liber apărut în 2010 la Vaslui și se desfășoară la începutul lunii august în poligonul de tir din Pădurea Paiu;
- Zilele Culturale ale Municipiului Vaslui - se desfășoară anual în al doilea sfârșit de săptămână din luna august în Piața Civică;
- Bâlciul anual - se desfășoară între 1-8 septembrie;
- Expo-Zoo Agroind - este  o expoziție cu vânzare, ajunsă la ediția XV-a (2017), se desfășoară la începutul săptămânii din luna septembrie și găzduiește cele mai renumite rase de animale din Moldova;
- Târgul Meșterilor Populari - are loc în fiecare an la începutul lunii septembrie;
- Festivalul Internațional de Umor „Constantin Tănase” Vaslui - se desfășoară o dată la doi ani între 8-14 octombrie;

## Personalități
- Nicolae Milescu (1636-1708), cărturar, traducător, geograf și diplomat moldovean
- Constantin Țurcanu (1854 - 1932), sergentul-erou al Războiului de Independență al României (cunoscut ca Peneș Curcanul);
- Aglae Pruteanu (1866 - 1941), actriță;
- Ștefan Holban (1869 - 1939), general și om politic;
- Gheorghe Mironescu (1874-1949), politician român, fost prim-ministru al României, ministru de externe, deputat, academician
- Stan Golestan (1875-1956), compozitor român
- Constantin Tănase (1880 - 1945), actor, creatorul teatrului românesc de revistă
- Constantin Motaș[44] (1891 - 1980), biolog, ecolog și hidrobiolog român. A creat o nouă știință numită freatobiologia;
- Iosif Leveanu (1909 - 1976), actor basarabean;
- Eliza Petrăchescu (1911 - 1977), actriță;
- Nuni Dona (1916 - 2009), pictoriță;
- Yaakov Avitzuk (1924 - 1993), scriitor israelian;
- Elvira Sorohan (1934 - 2023), filolog, istoric și critic literar;
- Alexandru-Vladimir Ciurea (n. 1940), neurochirurg;
- Petru Cimpoeșu (n. 1952), prozator;
- Elena Murgoci (1960 - 1999), atletă;
- Felix Aftene (n. 1972), artist vizual postmodernist;
- Corneliu Porumboiu (n. 1975), regizor și scenarist român;
- Lora (cântăreață) (n. 1982), cântăreață;
- Alexandra Nechita (n. 1985), pictoriță